# توبي موراي
توبي موراي (بالإنجليزية: Toby Murray)‏ هو لاعب اتحاد الرغبي نيوزلندي، ولد في 9 فبراير 1888 في Lincoln, New Zealand ‏ في نيوزيلندا، وتوفي في 4 يوليو 1971 في Amberley, New Zealand ‏ في نيوزيلندا.